# Al-Mussanah Club
Al-Mussanah Club (en árabe: نادي المصنعة الرياضي‎) es un equipo de fútbol de Omán que juega en la Liga Profesional de Omán, la primera categoría nacional.

## Historia
Fue fundado en el año 1970 en el poblado de Al-Mussanah como un equipo multideportivo con secciones en hockey sobre hierba, voleibol, balonmano, baloncesto, bádminton y squash, pero su sección principal es la de fútbol.

## Uniforme
- Local: Todo rojo
- Visitante: Todo negro (usualmente)